# Rimsø-stenen
Rimsø-stenen er en runesten fundet i Rimsø. Et brudstykke af stenen er antagelig omtalt af Vedel Simonsen i 1814 i kirkens mur. Selve stenen blev opdaget i Rimsø Kirkes sydmur i 1832, udtaget 1875 og rejst 1889 på en høj på kirkegården. Stenen er brudt i højre side og på toppen og mangler en del af indskriften. Runestenen er en af de få runesten, som er rejst på Djursland, ikke langt fra Gjerrild bugt.
- Rimsø-stene 2
- Rimsø-stenen 1

## Indskrift
| Translitteration | Side A þuriR : bruþiR : ainraþa Side B rai=sþi : stain : þąnsi : uft : muþur : sina : auk : Side C ... ku... Side B ... -auþi : sam : uarst : maki |
| Transskription   | ÞōriR, brōðiR Æinrāða, ræisþi stæin þannsi øft mōður sīna ok ... ... ... [d]auði(?) sæm(?) værst(?) mǣgi(?).                                       |
| Oversættelse     | Thore, Enrådes broder, rejste denne sten efter sin moder og ... ... [moderens] død er værst for sønnen.                                            |

Indskriftens slutning er skrevet med lønruner, der skal læses bagfra, egentlig, ikam : tsrau : mas : iþua- .... Oversættelsen bygger på Ludvig Wimmers opløsning af lønrunerne, men indskriften bør nok undersøges lidt grundigere. Det er usikkert, hvorledes runerne ku... på venstre smalside hører sammen med resten af indskriften. Danmarks Runeindskrifter formoder, at der er tale om en tilføjelse, evt. navnet på moderen.